# Максим Александријски
Патријарх Максим био је петнаести патријарх и поглавар (папа) Александријске патријаршије. Његов празник се обележава 14. барамудаха (22. април) по коптском календару.
Патријарх Максим рођен је у Александрији, у хришћанској породици где је добио добро образовање. Истакао се у грчком језику, спознао доктрину цркве и био човек који се боји Бога.
Патријарх Хералкије, тринаести патријарх, рукоположио га је у ђакона цркве у Александрији. Док га је патријарх Дионисије, четрнаести патријарх, рукоположио у свештеика. Пошто се истакао у врлинама и знањз, епископи су га изабрали за патријарха након смрти патријарха Дионисија. Инаугуриран је 12. хатоура (9. новембра, 264. године).